# Гиппоник (стратег)
Гиппоник (др.-греч. Ἱππόνικος) — афинский политик и военачальник V века до н. э.
Сын Каллия Богатого из рода Кериков и Эльпиники, член так называемой семьи «Каллиев», или «Каллиев-Гиппоников». В просопографической и генеалогической литературе для удобства часто именуется Гиппоником III или Гиппоником II.
Родился, вероятно, в начале 470-х годов до н. э..
Унаследовал от отца жреческую должность дадуха (факелоносца) в элевсинском культе Деметры и, как и Каллий, считался богатейшим из афинян, а, возможно, и из всех греков. По сообщению Ксенофонта, он сдавал внаем 600 рабов для Лаврийских серебряных рудников, и получал на этом мину в день.
По словам Андокида, бизнес Гиппоника включал также трапедзу — меняльную и кредитную контору. При этом, по городу ходил упорный слух «о том, что Гиппоник кормит в своем доме злого духа», который постепенно разоряет его дело. По мнению Андокида, этим «злым духом» был беспутный сын Гиппоника Каллий Богатый, впоследствии довершивший разорение семьи, финансовые проблемы у которой начались, как это следует из слов самого же Андокида, еще при его отце.
В 426 до н. э. Гиппоник в должности стратега вместе с Евримедонтом командовал афинским войском, направленным на помощь десанту Никия, высадившемуся в Беотии. Соединенными силами афиняне разбили беотийцев в сражении при Танагре.
Предположительно, первым браком был женат на дочери Мегакла Алкмеонида, от которой имел сына Каллия. В 450-х годах до н. э. развелся с женой, которая вышла вторым браком за своего двоюродного брата Перикла. Сам Гиппоник, вероятно, также женился вторично; дочерью от нового брака была Гиппарета.
Согласно одному из анекдотов, приведенных Плутархом, юный Алкивиад на спор без всякого повода ударил Гиппоника, а когда об этой выходке стало известно, и граждане начали высказывать своё возмущение, явился к оскорбленному с повинной, готовясь вынести заслуженные побои. Гиппоник его простил, и впоследствии выдал за Алкивиада свою дочь Гиппарету, за которой дал крупное приданое в 10 талантов.
Как его отец и дед, Гиппоник подвергался нападкам недоброжелателей, завидовавших его состоянию, а также был объектом насмешек комических поэтов Эвполида и Кратина, насмехавшегося над его красным лицом. Эсхин Сократик, главным предметом издевательств которого был сын Гиппоника Каллий Богатый, все же не прошел и мимо него самого, назвав его в диалоге «Аспасия» дураком, а заодно обозвав всех ионийских женщин развратницами и проститутками.
По мнению Афинея, умер Гиппоник незадолго до 422/421 до н. э.

## Комментарии
1. ↑  Утверждение Псевдо-Андокида (IV, 13), что Гиппоник командовал в 424 до н. э. при Делии, ошибочно, там стратегом был Гиппократ
2. ↑  По другому мнению, насмешки относятся ко внуку Гиппоника, носившему то же имя